# Dream On (Amy Macdonald)
Dream On è un singolo della cantautrice scozzese Amy Macdonald, il primo estratto dal quarto album in studio Under Stars e pubblicato il 6 gennaio 2017.

## Tracce
Download digitale
1. Dream On – 3:19 (Amy Macdonald, Ben Parker, James Sims)

## Video
Il videoclip ufficiale di Dream On vede come protagonista la stessa Amy Macdonald, rappresentata in miniatura, che vaga nelle strade di Glasgow; esso è stato pubblicato sulla piattaforma YouTube il 13 gennaio 2017.

## Classifiche
| Classifica (2017) | Posizione massima |
| ----------------- | ----------------- |
| Belgio (Fiandre)  | 34                |
| Belgio (Vallonia) | 12                |
| Polonia           | 58                |
| Scozia            | 28                |